# Corps du fémur
Ne doit pas être confondu avec Col du fémur.
Le corps du fémur est la partie du fémur comprise en dessous du petit trochanter et au-dessus des condyles latéral et médial du fémur.

## Description
Le corps du fémur a une forme prismatique triangulaire presque cylindrique
Il est un peu plus large en haut qu'au centre. Il est plus large et un peu aplati d'avant en arrière en bas.
Il est légèrement arqué convexe à l'avant et concave à l'arrière.
Il présente trois faces :
- une face antérieure,
- une face latérale,
- une face médiale.

Les faces latérale et médiale sont séparées de la face antérieure par deux bords latéraux interne et externe.
Les deux faces postérieures latérale et médiale sont séparées par le bord postérieur formant la ligne âpre.

### Face antérieure
La face antérieure est lisse, convexe, plus large en haut et en bas qu'au centre.
Les trois quarts supérieurs de cette surface donne insertion au muscle vaste intermédiaire.
Le quart inférieur de la face antérieure donne deux points d'insertion au muscle articulaire du genou.

### Face latérale
La face latérale comprend la surface entre le bord latéral et le bord postérieur.
Elle est large et concave dans sa partie moyenne, convexe et effilée à ses extrémités.
Elle est continu en haut avec la surface latérale du grand trochanter et en bas avec la face latérale du condyle latéral du fémur.
Les trois quarts supérieurs donne insertion au muscle vaste intermédiaire en continuité avec son insertion sur la face antérieure.

### Face médiale
La face médiale comprend la surface située entre le bord médial et le bord postérieur.
Elle est effilée à ses extrémités et libre de toute insertion. Elle est recouverte par le muscle vaste médial.
Elle est continue en haut avec le bord inférieur du col fémoral, en bas avec la face médiale du condyle médial du fémur.

### Bord latéral et médial
Les deux bords latéral et médial du fémur sont peu marqués.
Le bord latéral s'étend de l'angle antéro-inférieur du grand trochanter à l'extrémité antérieure du condyle latéral du fémur.
Le bord médial s'étend de la ligne inter-trochantérique jusqu'à l'extrémité antérieure du condyle médial du fémur.

### Bord postérieur
Le bord postérieur est saillant, épais et rugueux. Il forme une crête proéminente : la ligne âpre.
La crête est simple dans sa partie moyenne. Elle présente une une lèvre latérale sur laquelle s'insère le muscle vaste latéral., et une lèvre médiale sur laquelle s'insère le muscle vaste médial.
Dans sa partie supérieure, elle se divise en trois branches :
- une branche externe formant la crête du grand fessier donnant insertion au muscle grand glutéal et pouvant présenter un tubercule formant le troisième trochanter,
- une branche moyenne qui se dirige vers le grand trochanter et formant la ligne pectinéale du fémur sur laquelle s'insère le muscle pectiné,
- une branche interne qui contourne la face médiale du fémur et se poursuit sur la face antérieure par la ligne inter-trochantérique.

Il peut exister une quatrième division en-dehors de la ligne pectinéale donnant insertion au muscle court adducteur.
En bas, la ligne âpre se divise en deux branches délimitant une zone triangulaire : la surface poplitée du fémur sur laquelle repose l'artère poplitée. La surface poplitée est séparée en bas par la ligne intercondylienne.
La branche latérale forme la crête la plus proéminente et descend jusqu'au sommet du condyle latéral du fémur. Elle forme la ligne supracondylienne latérale (ou apophyse sus-condylienne externe ou tubercule sus-condylien externe de Grüber) qui donne insertion au chef latéral du muscle gastrocnémien.
La branche médiale moins marquée se termine au sommet du condyle médial du fémur par un petit tubercule : le tubercule adducteur. Elle est croisée à sa partie moyenne par l'artère fémorale qui devient artère poplitée. Elle forme la ligne supracondylienne médiale (ou apophyse sus-condylienne interne ou tubercule sus-condylien interne de Grüber)  qui donne insertion au chef médial du muscle gastrocnémien.
La ligne âpre présente légèrement en-dessous de son milieu un trou nourricier osseux.